# Уљановск
Уљановск (рус. Ульяновск) град је у Русији на реци Волги. Управно је средиште Уљановске области. Основан је 1648. године, као Симбирск. Име града је 1924. године промењено у Уљановск, по Владимиру Лењину (Уљанову). Према попису становништва из 2010. у граду је живело 613.786 становника.

## Становништво
Према прелиминарним подацима са пописа, у граду је 2010. живело 613.793 становника, 22.154 (3,48%) мање него 2002.
| 1939.  | 1959.   | 1970.   | 1979.   | 1989.   | 2002.   | 2010.   |
| ------ | ------- | ------- | ------- | ------- | ------- | ------- |
| 98.071 | 205.942 | 351.085 | 463.964 | 625.155 | 635.947 | 613.786 |

## Партнерски градови
- Оклахома Сити
- Крефелд
- Мејкон